# Isola del Maltempo
L'Isola del Maltempo era un'antica suddivisione del comune di Dolo in provincia di Venezia.

## Storia
Nel '400 la parrocchia di Sambruson espandeva la giurisdizione religiosa anche sulla villa di Alture di Sambruson (tra via Badoera e Paluello) e Sambruson Torre, sul restante territorio ambrosiano. La parrocchia comprendeva anche uno stretto territorio di forma lenticolare a settentrione del Brenta che in precedenza era stato un'isola ma che successivamente si era unito ai territori di Ca' del Bosco prendendo il nome di isola del Maltempo (che si estende fino alle attuali via Dauli e l'incrocio di via Dauli con via Cairoli fino all'ingresso del vecchio ospedale civile).